# Claude Hardenne
Claude Hardenne est né à Liège en Amercœur le 16 octobre 1946.
Il apprend la peinture en l'atelier de Michel Dutrieu à Bruxelles ainsi que la sculpture à l'école des Métiers d'Art de Jemappes avec Jean-François Leinne.
Il pratique également le dessin, la peinture à l'huile, l'aquarelle, la gravure et le modelage de la terre, la sculpture en taille directe ainsi que la sculpture en bronze par la cire perdue.
En 1993, il crée avec François Boland, l'atelier de fonderie de bronze près de Namur et qui regroupe rapidement une dizaine d'artistes sous le nom d'Esc-Art-Go.
Et il réalise en 1983, l'affiche de la 1re journée internationale de lutte contre l'analphabétisme.
En 1993, il réalise la sculpture en bronze la Naissance du poète pour l'entrée du bureau Benelux des Marques à La Haye (Pays-Bas).

## Apprentissages
Découvert par le peintre Éric Van Soens, entre 1963 et 1969, il apprend la peinture en l'atelier du peintre Michel Dutrieu au « Bateau-Lavoir » à Bruxelles.
Fréquente ponctuellement les académies d'Ixelles (modelage), de Molenbeek (peinture) ainsi que l'académie libre « l'Effort » près du Sablon.
En 1978, s'initie à la sculpture en taille directe sous la direction de François Leinne à l'école des Métiers d'Art à Jemappes.
En 1980, cours de gravure à l'académie des Beaux-Arts de Namur.
En 1983, réalise l'affiche de la 1re journée internationale de lutte contre l'analphabétisme.
En 2004, en l'atelier de Barbara Kiss, s'initie aux procédés de la peinture ancienne par la copie de Van Eyck, Vermeer et Vinci.

## Prix
- Prix du jury à l'exposition d'art chrétien à Gembloux en 1993.
- Prix des peintres d'Herlaimont en 1998
- En 2006, invité définitif par le Comité Interne de la Biennale de Florence

## Écriture
Il écrit depuis longtemps des textes poétiques :
- 2006 : intégré aux 180 poètes de l'espace Wallonie-Bruxelles sur www.maisondelapoesie.be, où une douzaine de poèmes sont lisibles.
- 2008 : publication aux éditions Chloé des Lys du recueil "POUSSIERE D'ÂME" en 2009

## Expositions

### Galeries
- Tournée expo st'art à la chapelle de Boondael (Bruxelles), galerie du Meir (Anvers), Centre culturel Les Chiroux  (Liège), hôtel des Thermes (Ostende) en 1996 -1997
- Tournée Little Van Gogh dans des entreprises en Belgique et à Paris en 2000, 2001, 2002
- Galerie « Art exhibition » à Éghezée en 1997
- Galerie « le Roc d'Art » à Charleroi en 2000,2001,2002
- Salon « Lineart » au Flanders expo à Gand en 2001
- Galerie « Art et Tradition » à Honfleur (France) en 2002, 2003, 2004
- Galerie « Espace Wallonie » à Bruxelles en 2005
- Cercle Diogène à Etterbeek en 2006
- Galerie Dassonvalle à Honfleur (France), en 2006.
- Galerie Corinne Roux à Honfleur en 2008
- Cercle de Wallonie à Namur en 2008
- Live Gallery à Honfleur en 2009
- Salon du Bon Vouloir à Mons en 2015 2O16, 2017; 2019
- Œuvres au « Bureau Benelux des Marques » à La Haye, dans les collections du Gouvernement Wallon ainsi que dans diverses collections privées en Belgique, en France, en Angleterre, en Hollande, en Suisse, au Japon, aux États-Unis…

### Expositions ou travaux collectifs
- Avec le groupe ARTIMOSA, expositions à Floreffe, Namur, Dinant, Fernelmont entre 1991 et 1994
- expositions collectives au Salon du GODDIARCH à Villers-la-Ville entre 1992 et 1996
- expositions collectives au sein du groupe de sculpteurs-fondeurs du groupe ESC-ART-GO à Namur, Liège et Bruxelles entre 1993 et 1998
- participation au salon ESTIVART à Namur entre 1998 et 2005
- participation à Mons 2015 capitale européenne de la Culture en juin 2015

## Domaine folklorique
Fait partie depuis 2017 de la Royale Moncrabeau, les 40 Molons de Namur, confrérie folklorique et musicale fondée en 1843